# Разделённый экран
Разделённый экран (англ. Split screen) — техника отображения в компьютерной графике, когда происходит разделение одного экрана на несколько смежных частей для одновременного отображения нескольких (обычно связанных) потоков видео или текстовой информации на одном дисплее. Например, в программе трёхмерного моделирования, два отдельных окна могут использоваться для одновременного просмотра и редактирования модели с двух сторон; или в видеоигре, для организации игры двух или более игроков одновременно, когда каждому игроку выделена отдельная область экрана, и он может перемещаться по игровому миру почти независимо от других участников.

## Разделённый экран в компьютерных играх
В компьютерных играх режим разделённого экрана в большинстве случаев применяется для организации многопользовательской игры. Но также иногда встречаются и другие области применения; например, в игре Fahrenheit этот приём используется для одновременного отображения игровых событий с разных перспектив.
Разделённый экран в многопользовательских играх чаще всего встречается в играх для игровых приставок, особенно для старых, где не было возможности подключения к сети. Для двух игроков обычно используется разделение экрана по горизонтали; реже встречаются режимы с вертикальным разделением. В приставках с возможностью подключения более двух геймпадов могут присутствовать режимы с одновременным делением на три/четыре части (то есть три или четыре игрока одновременно). Несмотря на развитие сетевых возможностей в современных приставках, многопользовательская игра в режиме разделения экрана ещё достаточно часто используется в консольных играх.
В играх для персональных компьютеров этот способ для многопользовательской игры встречается нечасто; это связано с гораздо большей доступностью сетевых технологий на компьютерах, иногда повышением требовательности к ресурсам компьютера (необходимо рисовать сразу несколько картинок на экране) и проблемами с управлением (для большинства игр потребовалась бы отдельная мышь для каждого игрока; малая распространённость геймпадов).
Примерами игр с поддержкой разделения экрана для многопользовательской игры являются Quake III для Dreamcast (до четырёх игроков), Serious Sam для PC (тоже до четырёх) и Half-Life: Decay для PlayStation 2 (до двух). Также стоит отметить аркаду Split Second: Velocity, в которой реализована технология разделения экрана, что очень большая редкость для современного игропрома. Эта же технология использована в ещё одной аркаде Blur, а также в Terminator Salvation: The Future Begins и выпущенной в 2011 году игре Portal 2.
В марте 2018 года вышла приключенческая аркада A Way Out, основанная на технологии разделённого экрана и выведшая её на новый уровень. Практически во время всей игры экран разделён на две части, следящие за двумя главными персонажами игры. В некоторых сценах экран показывает единую картинку (обычно, когда персонажи располагаются рядом друг с другом во время сюжетного поворота), а иногда, наоборот, разделяется на три части (например, когда нужно следить, куда смотрит наёмный убийца).